# Kevin Wade
John Kevin Wade (* 9. März 1954 in Chappaqua, New York) ist ein US-amerikanischer Drehbuchautor und ehemaliger Schauspieler.

## Leben
John Kevin Wade wurde 1954 als Sohn von Peter H. und Joan Kehoe Wade geboren.
Wade besuchte Anfang der 1970er das Connecticut College, wo er in der Theatergruppe aktiv war. Anschließend wollte er ab 1974 sein Glück am Big Apple als Schauspieler versuchen. Obwohl er jahrelang nicht als Schauspieler tätig war und sich eher mit Gelegenheitsjobs über Wasser hielt, schaffte er Ende der 1970er den Durchbruch am Off-Broadway-Theater mit Hauptrollen in Stücken wie Hosanna und Woyzeck. Bereits 1978 hatte er seine erste Hauptrolle im Film Die andere Schwester.
Mit Key Exchange versuchte sich Wade erstmals 1981 als Theaterautor. Nachdem dieses Stück erfolgreich am Off-Broadway aufgeführt wurde, erschien 1985 eine Verfilmung seines Stoffes. Anschließend arbeitete er als Drehbuchautor an Filmen wie Die Waffen der Frauen und Der Preis der Macht. Während der Vorproduktion von Mr. Baseball wurde Wade engagiert, um den Film massentauglicher zu machen. So schrieb er den Film von Fred Schepisi teilweise um und einige Szenen wurden entschärft. Auch für den James-Bond-Film Golden Eye überarbeitete Wade das Drehbuch, wobei er im Abspann unerwähnt blieb. In den folgenden Jahren machte er mit seichten Kinokomödien um Junior und Manhattan Love Story auf sich aufmerksam. Nachdem er 2008 die kurzlebige ABC-Serie Cashmere Mafia entwickelte, arbeitet Wade seit 2011 als Drehbuchautor für die CBS-Krimiserie Blue Bloods – Crime Scene New York.
Von 1983 bis 1990 war Wade mit Polly Draper verheiratet. Seit 1991 ist er in zweiter Ehe mit Alexandra „Sasha“ Clifton Wade verheiratet.

## Filmografie (Auswahl)
Schauspieler
- 1978: Die andere Schwester (Scenic Route)
- 1979: Imposters

Drehbuchautor
- 1988: Die Waffen der Frauen (Working Girl)
- 1991: Der Preis der Macht (True Colors)
- 1992: Mr. Baseball
- 1994: Junior
- 1998: Rendezvous mit Joe Black (Meet Joe Black)
- 2002: Manhattan Love Story
- 2008: Cashmere Mafia (Fernsehserie, Schöpfer)
- 2011–2019: Blue Bloods – Crime Scene New York (Blue Bloods, Fernsehserie, 21 Folgen)

## Theater (Auswahl)
Schauspieler
- 1979: Hosanna (Playhouse 46, New York)
- 1979: Woyzeck (The Production Company)
- 2011: Angelina Ballerina (Union Square Theatre, New York)

Autor
- 1981: Key Exchange (Orpheum Theatre, New York)
- 1985: Cruise Control (WPA Theatre, New York)

## Auszeichnungen
- Golden Globe Award
  - 1989 – Bestes Drehbuch – Die Waffen der Frauen (nominiert)